# Russell Johnson
Russell David Johnson (Ashley, Pensilvania, 10 de noviembre de 1924-Bainbridge Island, Washington, 16 de enero de 2014) fue un actor estadounidense.

## Filmografía parcial
- Llegaron de otro mundo  (1953)
- Attack of the Crab Monsters (1957)
- El Cristal Asesino de Boris Karloff (1961)
- The Greatest Story Ever Told (1965)
- La isla de Gilligan (1964-1967)
- Three Days of the Condor  (1975)
- MacArthur, el general rebelde (1977)